# Nicholas Clay
Nicholas Clay (* 18. September 1946 in London; † 25. Mai 2000 ebenda) war ein englischer Schauspieler.

## Leben und Karriere
Der 1946 geborene Nicholas Clay kam bereits zwischen 1961 und 1964 als Jugendlicher zu ersten Film- und Fernsehrollen. Seine professionelle Schauspielausbildung erhielt er in den 1960er-Jahren an der Royal Academy of Dramatic Art in London. Seine erste große Filmrolle übernahm er 1971 in dem Horrorfilm Haus der Schatten, woraufhin er insbesondere beim britischen Fernsehen viele Engagements erhielt. In den 1970er-Jahren war er Teil des Ensembles am Old Vic Theatre, das in dieser Zeit unter Leitung von Laurence Olivier eine Glanzzeit erlebte. Dabei spielte Clay in einem guten Teil der Theatererfolge des Old Vic Theatres wie den Produktionen von Jumpers, The Misanthrope, Saturday, Sunday, Monday und Equus.
Mit einem klassisch guten Aussehen spielte er  viele Helden- und Liebhaberrollen, mitunter aber auch elegante Bösewichte. Auf der Kinoleinwand konnte Clay erstmals in der Rolle des Lancelot in dem Film Excalibur von John Boorman ein größeres Publikum auf sich aufmerksam machen. Im gleichen Jahr war er auch in Just Jaeckins Filmadaption von Lady Chatterleys Liebhaber nach dem Roman von D. H. Lawrence zu sehen. 1982 war er in der Agatha-Christie-Verfilmung Das Böse unter der Sonne neben Peter Ustinov, Maggie Smith, Jane Birkin, James Mason und Roddy McDowall zu sehen. 1987 spielte er in der Märchenverfilmung Dornröschen den Prinzen und durfte Tahnee Welch wachküssen. Auftritte in hochklassigen Fernsehproduktionen wie Die letzten Tage von Pompeji oder Armes reiches Mädchen – Die Geschichte der Barbara Hutton rundeten Clays Schaffen in den 1980er-Jahren ab.
In der nachfolgenden Dekade bis zu seinem Tod war er fast nur noch in Fernsehproduktionen zu sehen, insgesamt umfasst sein filmisches Schaffen über 55 Film- und Fernsehproduktionen. Clay blieb als Theaterschauspieler aktiv und war in seinen letzten Lebensjahren auch am Actors Centre und an der Academy of Live and Recorded Arts als Schauspiellehrer tätig.
Seit 1980 war Clay mit der Schauspielerin Lorna Heilbron (* 1948) verheiratet, mit der er zwei Töchter hatte. Er starb im Jahr 2000 an Leberkrebs.

## Filmografie (Auswahl)
- 1961: Ask Mr. Pastry (Fernsehserie, 1 Folge)
- 1961: The Pocket Lancer (Miniserie, 4 Folgen)
- 1962: Sie sind verdammt (The Damned)
- 1971: Haus der Schatten (The Night Digger)
- 1972: The Darwin Adventure
- 1973: Junge Schicksale (ABC Afterschool Specials, Fernsehserie, 1 Folge)
- 1977: Victor Frankenstein
- 1978: Will Shakespeare – Sein Leben in London (Will Shakespeare, Miniserie, 5 Folgen)
- 1979: Die letzte Offensive (Zulu Dawn)
- 1981: Excalibur
- 1981: Lovespell
- 1981: The Search for Alexander the Great (Miniserie, 4 Folgen)
- 1981: Lady Chatterleys Liebhaber (Lady Chatterley’s Lover)
- 1982: Das Böse unter der Sonne (Evil Under the Sun)
- 1982: Die Agatha Christie Stunde (The Agatha Christie Hour, Miniserie)
- 1983: Der Hund von Baskerville (The Hound of the Baskervilles, Fernsehfilm)
- 1984: Die letzten Tage von Pompeji (The Last Days of Pompeii, Miniserie, 3 Folgen)
- 1984: Das Martyrium des heiligen Sebastian (Le martyre de Saint Sébastien, Fernsehfilm)
- 1985: Sherlock Holmes (Fernsehserie, Folge The Resident Patient)
- 1987: Dornröschen (Sleeping Beauty)
- 1987: Richard Löwenherz und die Kinder Gottes (Lionheart)
- 1987: Armes reiches Mädchen – Die Geschichte der Barbara Hutton (Poor Little Rich Girl: The Barbara Hutton Story, Fernsehfilm)
- 1988–1989: Gentlemen and Players (Fernsehserie, 13 Folgen)
- 1991: Zorro – Der schwarze Rächer (Zorro, Fernsehserie, 2 Folgen)
- 1992: Virtual Murder (Fernsehserie, 6 Folgen)
- 1997: Robin Hood (The New Adventures of Robin Hood, Fernsehserie, 2 Folgen)
- 1997: Hotel Shanghai (Shanghai 1937, Fernsehfilm)
- 1997: Die Abenteuer des Odysseus (The Odyssey, Miniserie, 2 Folgen)
- 1997: Bugs – Die Spezialisten (Bugs, Fernsehserie, 1 Folge)
- 1997: Highlander (Highlander: The Series, Fernsehserie, 1 Folge)
- 1998: Merlin (Miniserie, 2 Folgen)
- 1999: Psychos (Miniserie, 6 Folgen)
- 2000: And Beyond (Kurzfilm)